# ミノ
ミノとは、牛の第一胃（こぶ胃、瘤胃: Rumen、ルーメン）の俗称である。また、他の反芻動物の第一胃を指すこともある。

## 概要
牛の第一胃（ルーメン）のことで、名前の由来は、開いた様子が蓑に似ているため。4つある胃のうち最も大きい。
第一胃を含む複数の胃袋は反芻動物特有の器官であり、その中でも第一胃と第二胃（俗称ハチノス）は反芻において重要な器官になっている。そのため、この2つの胃を総合して反芻胃と呼ぶこともある。反芻動物は飼料をほとんど咀嚼せずに胃の中に収める。その後、第一胃の内容物は胃の逆蠕動運動で口腔内に戻され、改めて咀嚼を行い、再び飲み込まれる。飲み込まれた内容物は、古細菌、プロトゾア(原虫)、細菌などの共生微生物によって分解され、動物のエネルギー源となる。牛の場合、反芻胃は全胃袋の容積の80%を占めており、成牛においての容積は約100リットルとなる。これだけの容積を持ち合わせていても胃内部において消化液などはあまり分泌されず、発酵のための胃袋であるということが窺える。 なお、胃液が分泌されるのは4番目の胃（俗称ギアラ）のみである。
焼くと白く焼けるので、地域によっては「白肉（しろにく）」とも呼ばれる。

## 食材

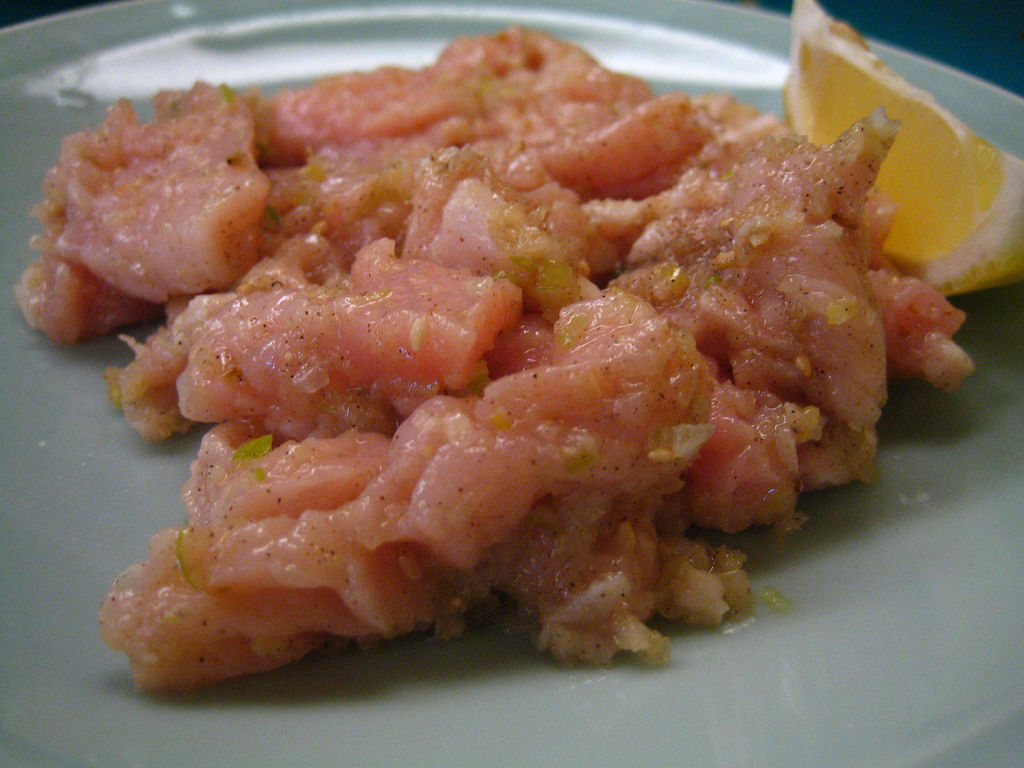
上ミノ（ルーメン）

常に内容物が存在しているため独特の臭みがついており、下ごしらえをしっかりしておく必要がある。一般の消費者向けに売られているミノは、こうした下処理を済ませたものが多い。下処理したものは癖がなく淡白な味わいだが非常に硬いため、通常は包丁で数条の切込みを入れて食用に供される。主に焼肉で食べられる。ミノの中でも肉厚な部分を「上ミノ」または「ミノサンド」と呼んで区別する店もある。ミノの部位のうち上ミノは少量しか取ることができない。